# HSG Wetzlar

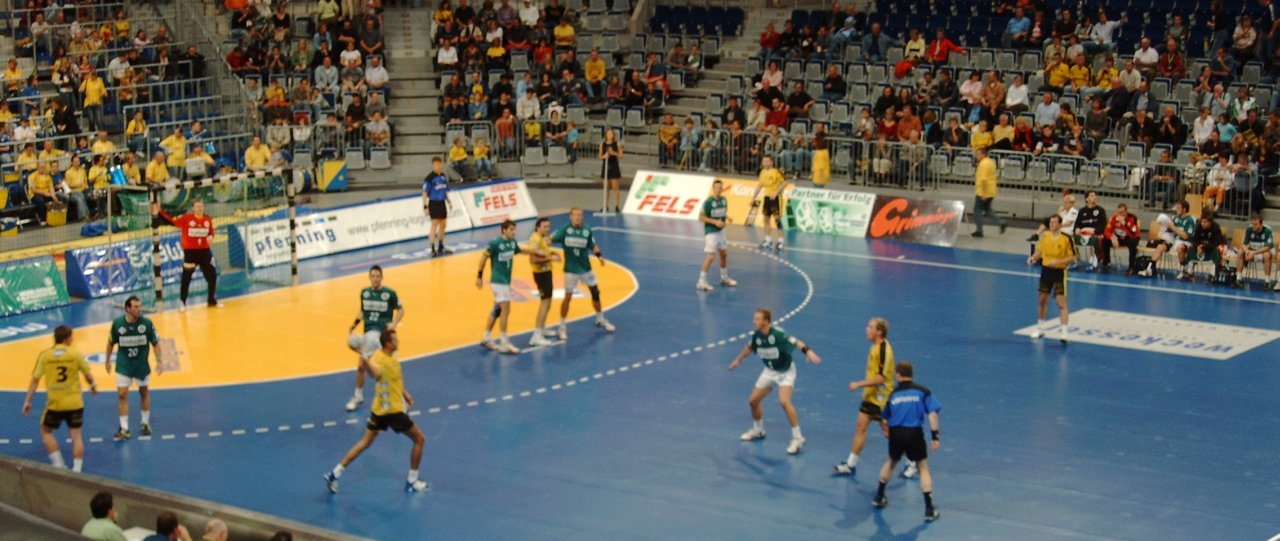
Een competitieduel tegen Kronau-Östringen.

HSG Wetzlar (vroeger: Handballspielgemeinschaft Dutenhofen/Münchholzhausen ook HSG D/M Wetzlar) is een handbalclub uit Wetzlar (Hessen, Duitsland). De club speelt in de Buderus-Arena in Wetzlar en werd opgericht in 1992. De kleuren van de club zijn groen en wit.